# گلرو (شهر)
شهر گلرو  در ایالت گلرو در کشور سوئیس واقع شده‌است که ۵٬۷۰۰ نفر جمعیت دارد.

## نگارخانه

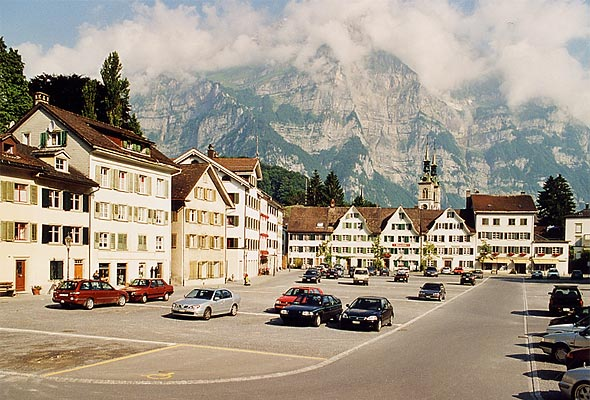
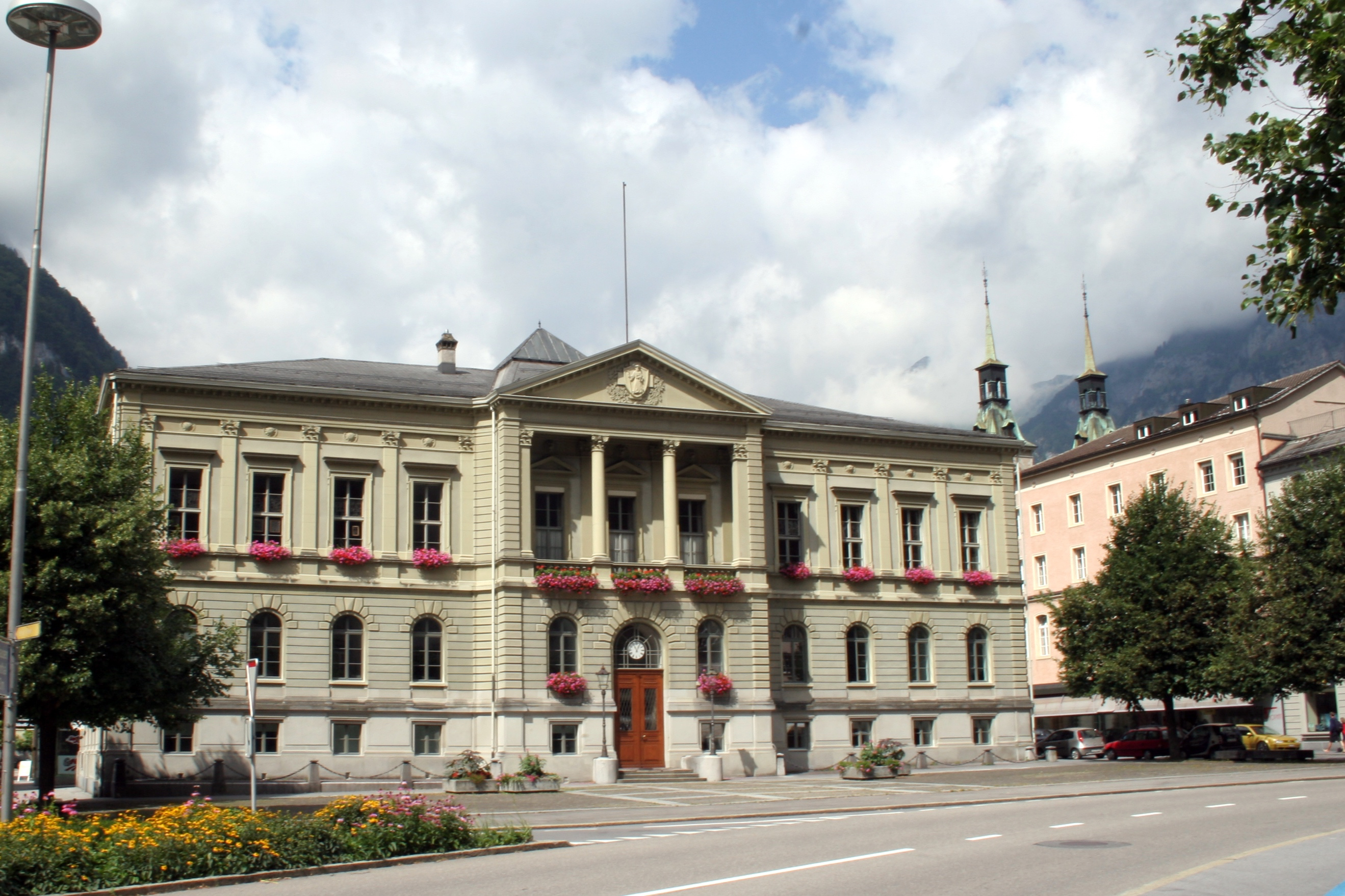
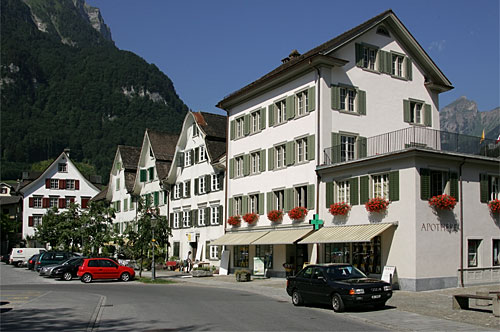
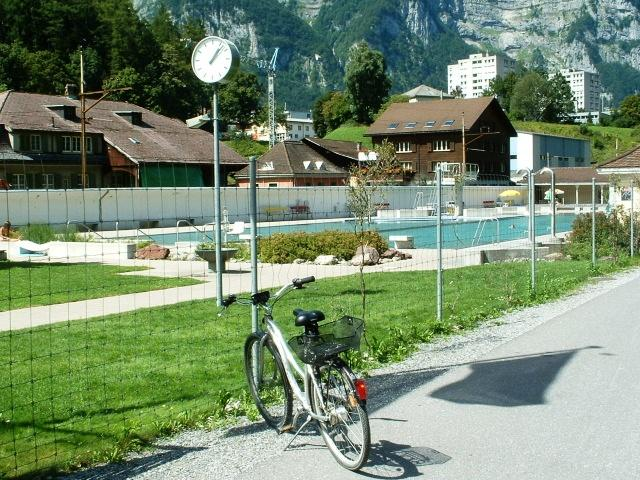
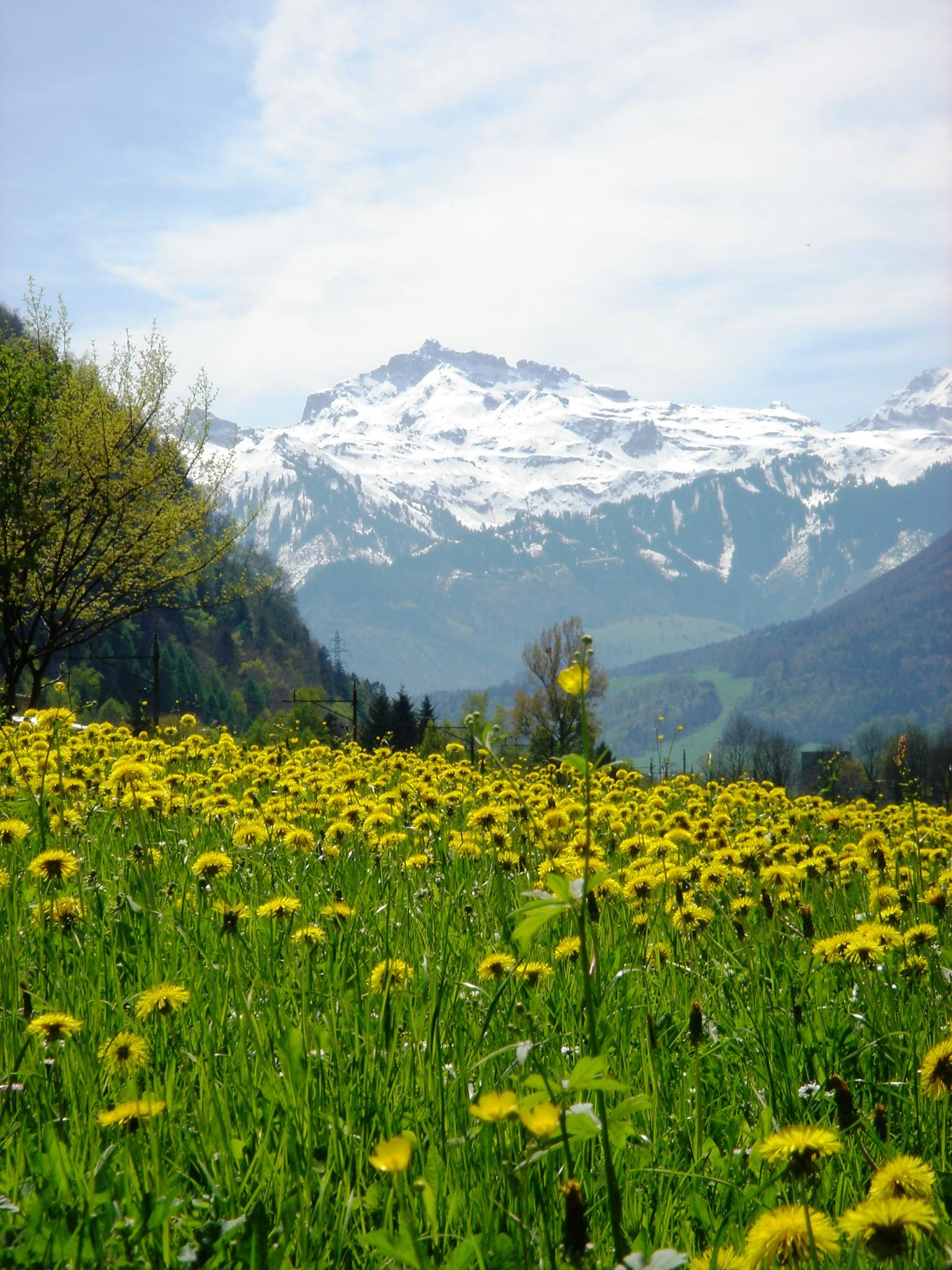
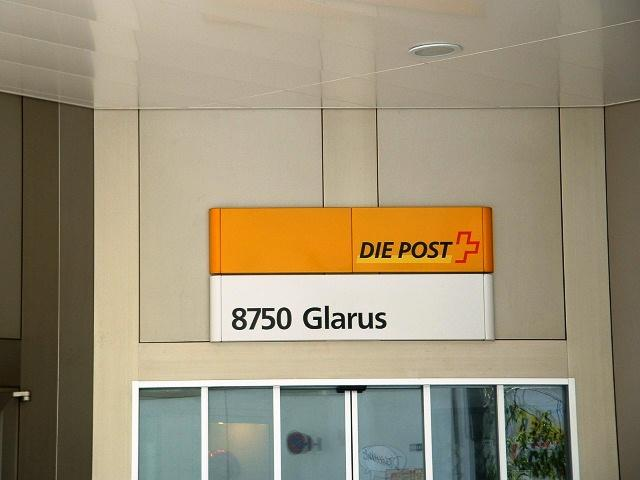
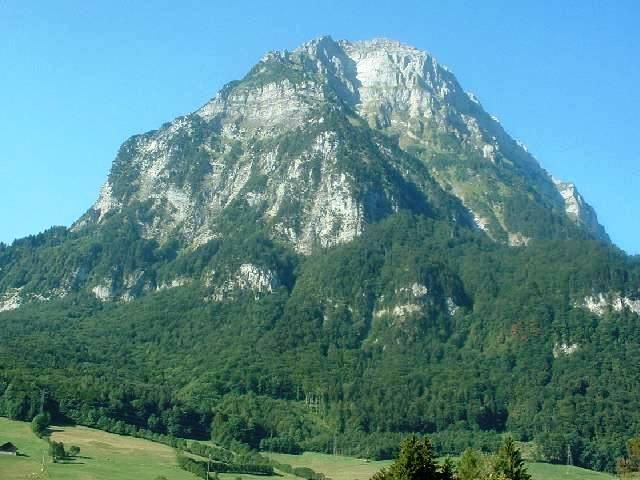
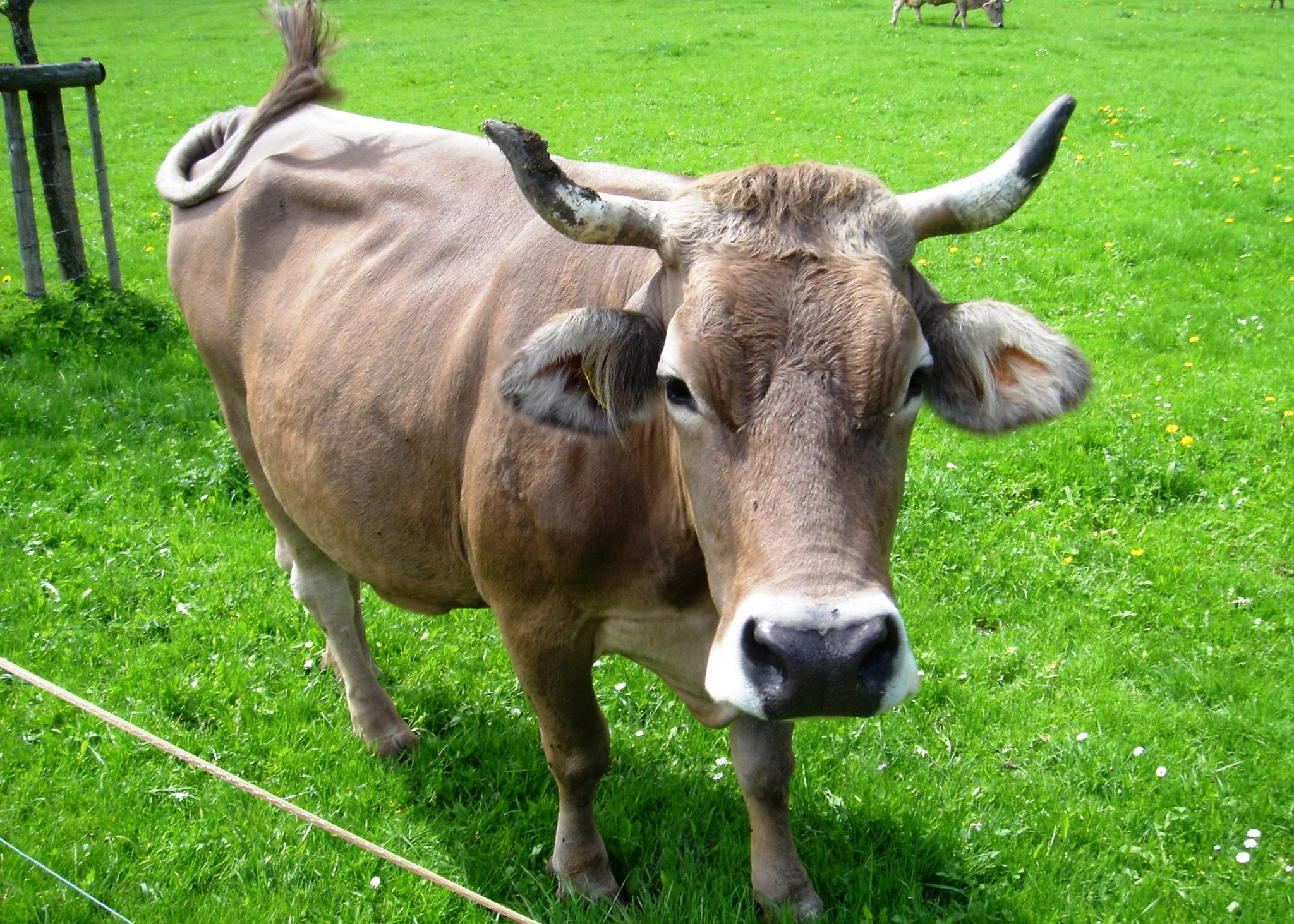
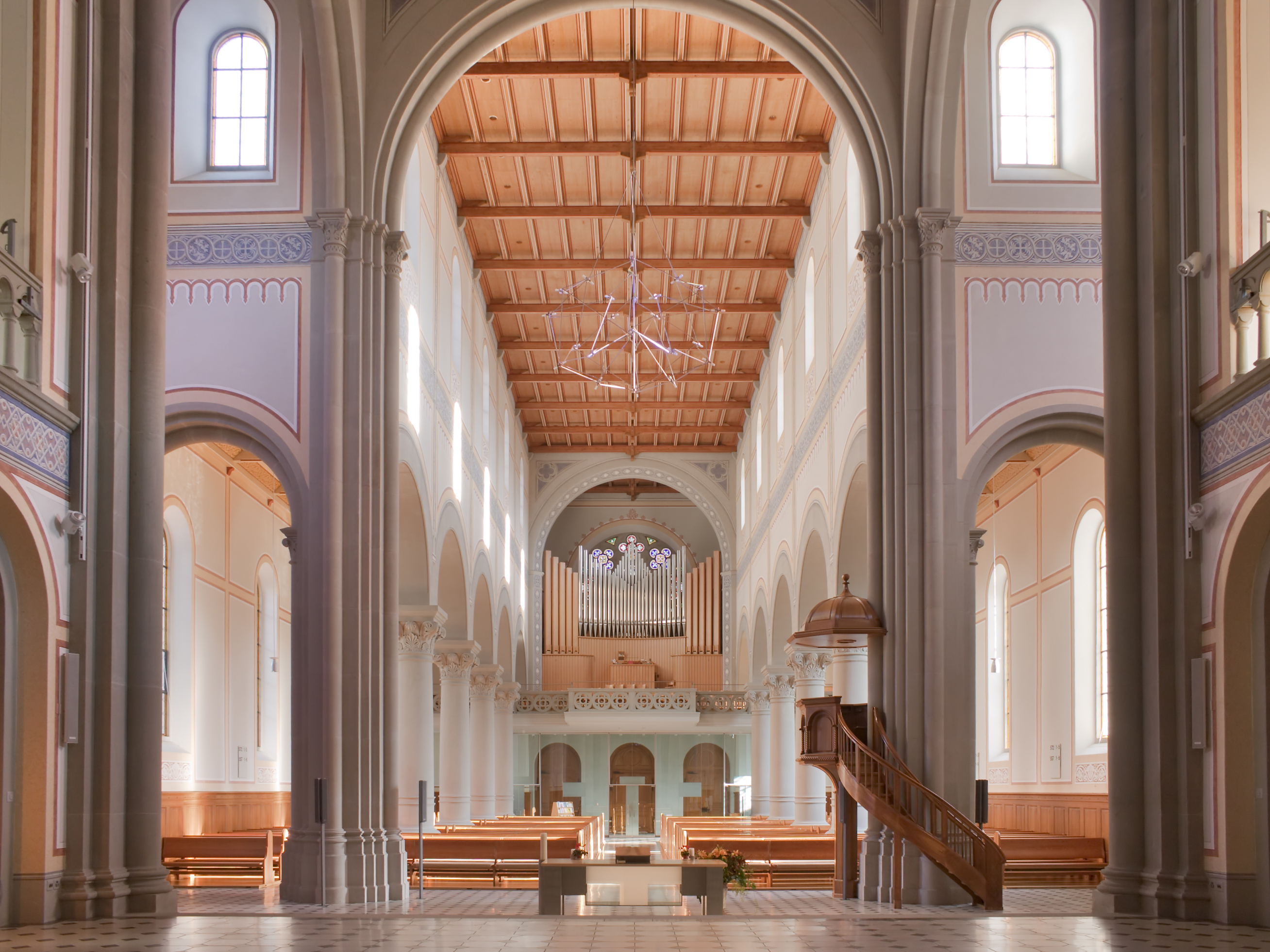